# شاهپور، اوتار پرادش
شاهپور، اوتار پرادش (به انگلیسی: Shahpur) یک منطقهٔ مسکونی در هند است که در مظفرنگر واقع شده‌است.

## خصوصیات
شاهپور ۱۷٬۱۸۶ نفر جمعیت دارد و ۲۳۷ متر بالاتر از سطح دریا واقع شده‌است.